# Cesão Quíncio Cincinato
Cesão Quíncio Cincinato (em latim: Caeso Quinctius Cincinnatus) era filho do cônsul e ditador romano Lúcio Quíncio Cincinato (m. 439 a.C.). Seu julgamento por obstrução ao trabalho dos tribunos da plebe em 461 a.C. foi um dos eventos chave no chamado "Conflito das Ordens" nos anos que levaram à instituição do decenvirato na República Romana.

## Contexto
Um ilustre membro da nobre casa patrícia dos Quíncios, Cesão era alto e forte e havia conquistado uma boa reputação como soldado, especialmente por feitos de coragem e bravura que lhe foram atribuídos. Ele era considerado um excelente orador público. Seu tio, Tito Quíncio Capitolino Barbato, foi três vezes cônsul e todos acreditavam que ele seguiria pelo mesmo caminho.
Porém, nas disputas entre patrícios e plebeus, Cesão adotou fervorosamente o lado dos aristocratas e, mesmo sem ter sido eleito para nenhuma posição de autoridade, ele e seus seguidores assumiram a responsabilidade de impedir que os tribunos da plebe se reunissem no fórum para realizarem seu trabalho, geralmente expulsando plebeus e seus representantes com violência do local.

## Testemunhos
Como consequência, Aulo Vergínio, um dos tribunos, processou o jovem Quíncio numa acusação que carregava a pena de morte. A acusação aparentemente encorajou Cesão a perseguir com vigor ainda maior sua guerra contra os tribunos, aumentando sua reputação de violência.
Diversos romanos proeminentes testemunharam em defesa de Cesão: seu tio descreveu sua nobreza e suas excepcionais qualidades pessoal, além de seu valor como soldado; Espúrio Fúrio Medulino descreveu como o jovem o havia salvo do perigo e o ajudou a obter uma grande vitória; Lúcio Lucrécio Triciptino, o cônsul do ano anterior, descreveu os feitos militares de Cesão e seus dons naturais, urgindo que ele não fosse julgado de forma dura demais à luz de sua pouca idade e falta de sabedoria; e o pai de Cesão, Lúcio Quíncio, implorou perdão pelos excessos do filho.
Porém, o julgamento foi decidido principalmente por causa do testemunho de Marco Volscio Fictor, um ex-tribuno, que alegou que Cesão havia agredido seu irmão mais velho, Lúcio, durante uma briga em Subura. Lúcio Volscio estava debilitado — ainda não havia se recuperado da epidemia de 463 a.C. — e acabou morrendo como resultado do ataque do jovem Cesão. Depois que Marco contou sua história, a multidão tentou atacar Cesão e somente com muita dificuldade ele conseguiu escapar. Vergínio ordenou sua prisão, mas Tito Quíncio se opôs, argumentando que ele ainda não havia sido julgado. Depois de algum debate, os demais tribunos libertaram Cesão até que o julgamento pudesse ser realizado através do pagamento de uma fiança de 3 000 asses por dez garantidores.

## Exílio e morte
Acreditando que seria condenado com base no testemunho de Marco Volscio e também por sua reputação violenta, Cesão preferiu o exílio a uma possível pena de morte e partiu para a Etrúria durante uma noite. Vergínio ainda queria julgar Cesão in absentia, mas foi impedido pelos demais tribunos, que aceitaram a explicação de que Cesão teria se exilado volutariamente. Ainda assim, Lúcio Quíncio abriu mão dos {{fmtn|3000]] asses, o que o obrigou a vender sua casa e suas propriedades para viver numa pequena casa fora de Roma às margens do Tibre.
No ano seguinte, houve um rumor, aparentemente sem fundamento, de que Cesão teria retornado a Roma à frente de uma conspiração de jovens nobres, apoiado por équos e volscos e com o objetivo de assassinar os tribunos da plebe e todos os adversários da aristocracia. Em 459 a.C., uma tentativa foi feita de processar Marco Volscio por falso testemunho, pois seu irmão teria morrido sem jamais ter se recuperado da epidemia a ponto de poder deixar seu leito e argumentando que Cesão estaria fora da cidade quando ele morreu. Esta tentativa fracassou, mas Volscio foi novamente processado no ano seguinte, quando Tito, o tio de Cesão, foi questor. Segundo Lívio, Volscio foi condenado e se exilou em Lanúvio, mas, aparentemente, Cesão já havia morrido e não pode ser vindicado.

## Historicidade
Em "A Critical History of Early Rome", o historiador Gary Forsythe sugere que a história de Cesão Quíncio deve ser considerada uma adição posterior à narrativa do Conflito das Ordens para servir de exemplo de uma injustiça sofrida pelos patrícios, acrescentando mais cor à história da atitude estoica de Cincinato e da posterior redenção de Cesão.